# Nowotoszkiwśke
Nowotoszkiwśke (ukr. Новотошківське) – osiedle typu miejskiego na Ukrainie, w obwodzie ługańskim, w rejonie siewierodonieckim. W 2001 liczyło 2722 mieszkańców.